# Šipovo
Šipovo (serbisch-kyrillisch Шипово) ist ein Ort sowie die gleichnamige Gemeinde in Bosnien und Herzegowina und gehört seit dem Bosnienkrieg zur Republika Srpska.
Die Fläche der Gemeinde Šipovo beträgt insgesamt 510 km², mit knapp 11.000 Einwohnern (2013) gilt sie als Kleinstadt. Der niedrigste Punkt ist mit 440 m der Zusammenfluss der beiden Flüsse Janj und Pliva und der höchste Punkt mit 1904 m ist der Gipfel Vitorog. Mit ca. 80 % stellten die Serben vor dem Bosnienkrieg die absolute Mehrheit der Bevölkerung, 16 % waren Bosniaken. Heute sind etwa 90 % der Bevölkerung Serben.
Vier Flüsse – Pliva, Janj, Sokočnica und Lubovica – mit ihren Stromschnellen, Wasserfällen und Wirbeln machen Šipovo zu einem der attraktivsten Naturreservate auf dem Balkan. Hier wurden die Überreste eines römischen Militärlagers – Castrum (1. bis 2. Jahrhundert n. Chr.) sowie einer frühchristlichen Basilika gefunden. Viele kostbare Denkmäler aus jenen Zeiten sind erhalten geblieben, so eine Statue von Minerva und eine Statue von Jupiter.
Im Mittelalter hatte Šipovo auch durch die strategische Lage der Festung Sokograd (Soko = der Falke) große Bedeutung, die sich über dem Canon des Flusses Sokočnica erhebt, wo eine Zeit lang auch der letzte bosnische König Stjepan Tomašević lebte.
Eine besondere Attraktion stellen die Pliva-Quellen und die Wasser-Mühlen – 7 km von Šipovo entfernt – sowie die Wasserfälle des Janj dar, ein weiterer Anziehungspunkt ist die Vagan-Höhle. Die Gebirge um Šipovo mit ihren hundertjährigen Wäldern sind ausgezeichnete Gebiete für die Jagd auf Hoch- und Niederwild, und die Ströme der klaren Flüsse sind reich an Bachforellen und Äschen.
Am 15. Kilometer der Straße, die durch den Cañon des Flusses Janj in Richtung Kupres führt und zugleich die kürzeste Verbindung aus dem Westen und dem Norden des Landes zur mittleren Adria ist, wurde das Motel „Strojice“ errichtet.
Zu der Gemeinde zählen 11 größere Orte: Šipovo, Volari, Natpolje, Grbavica, Babići, Pribeljci, Pljeva, Dragnić Podovi, Sokolac, Mujdzici und Strojice.
Das Gebiet ist rohstoffreich, Holz, Gips, Bausand, Kohle und die Mineralien Kupfer, Eisen, Mangan und Quarzkristalle zählen dazu.
Die nächsten Städte sind Mrkonjić Grad und Jajce, beide etwa 20 km entfernt. Die Infrastruktur wurde im Jahr 2005 erneuert und beträgt über 220 km Straße.

## Geschichte
Šipovo ist in der Geschichte eher als Sokograd bekannt. Aus einem kleinen Dorf entwickelte sich Sokol im 14. Jh. zu einer großen Burg, die viele Kriege über sich ergehen lassen musste. Die Burg Sokol ist heute als Ruine zu besichtigen und war in den 1980er Jahren ein beliebtes Urlaubsziel. Auch der langjährige Diktator Jugoslawiens Josip Broz Tito machte in Šipovo Urlaub. Heute ist Šipovo ein Erholungsgebiet.
Šipovo hat auch sehr viele Bauten aus früheren Epochen wie Kirchen und antike Funde. Bekannt hier ist das Manastir Glogovac.
Antike Funde aus dem Jahr 597 machen das Gebiet auch für Archäologen interessant.
In Šipovo befinden sich auch Denkmäler von Simo Šolaja und Draža Mihailović.

## Verkehr
Bis um 1970 wurde Šipovo von der Steinbeisbahn erschlossen, die von Jajce nach Lička Kaldrma und Prijedor führte.

## Söhne und Töchter der Stadt
- Nedeljko Bajić „Baja“ (* 1968), Sänger